# Epamera exquisita
Epamera exquisita är en fjärilsart som beskrevs av Riley 1928. Epamera exquisita ingår i släktet Epamera och familjen juvelvingar. Inga underarter finns listade i Catalogue of Life.